# エリック・シンセキ
エリック・ケン・シンセキ（Eric Ken Shinseki、日本名：新関 健〈しんせき けん〉、1942年11月28日 - ）はアメリカ合衆国の陸軍軍人、政治家。元陸軍参謀総長。退役陸軍大将。バラク・オバマ政権で退役軍人長官を務めた。
アジア系アメリカ人初の陸軍大将である。ハワイ州出身の日系アメリカ人3世であり日系アメリカ人としてはビル・クリントン及びジョージ・W・ブッシュ政権で商務長官及び運輸長官を務めたノーマン・ミネタに次ぐ2人目の閣僚。

## 略歴
真珠湾攻撃の翌年の1942年11月28日、ハワイ準州のカウアイ島で生まれた。祖父の代に広島県広島市江波から移住してきた日系3世である。両祖父母とも広島出身で、プロゴルファーのデビッド・イシイはいとこであり、ユアーズの会長・根石義一ははとこにあたる。
叔父が第二次世界大戦にアメリカ陸軍兵として従軍しており、その影響で彼も軍人を志すようになった。

### 軍歴
1965年にアメリカ合衆国の陸軍士官学校（ウェストポイント）を卒業、ベトナム戦争では実戦に参加し、地雷を踏んで右足の半分を失う負傷を経験している。ヨーロッパには10年以上駐在し、1994年3月から1995年1月まで、テキサス州に司令部をおく第1騎兵師団の師団長を務めた。
1996年7月、陸軍中将に昇進して作戦・計画担当の参謀次長になってから、短期間に陸軍上層部で急速に昇進した。
1997年には陸軍大将に昇進した後、在欧アメリカ陸軍（第7軍）司令官を経て1998年11月24日第28代陸軍副参謀総長に就任した。
1999年6月22日に第34代陸軍参謀総長として陸軍制服組トップに上り詰める。同日にフォート・マイヤー基地で就任式典が行われた。アメリカ軍で参謀総長や統合軍の司令官など大将級ポストに就任するためには、まず上院軍事委員会において適性を審査され、さらには上院本会議において議員の賛成多数を得ることが必要であるが、この時は日系人で同じハワイ州出身のダニエル・イノウエ上院議員が取りまとめ、全会一致で承認されている。
1999年10月、AUSA（アメリカ陸軍協会）での演説にて、より地域紛争や対テロ戦争に適した、機甲部隊と軽歩兵部隊の中間に当たる装甲車を主装備とした攻撃力と機動力とに優れた部隊の構想を発表、ストライカー装甲車を主装備とするストライカー旅団が誕生する契機となった。2001年、それまで特殊技能部隊将兵のシンボルだったベレー帽を一般部隊にも導入させた。ただしこれは不評で、2011年の再改定で従来のパトロールキャップに戻された。
陸軍参謀総長として出席した上院軍事委員会の公聴会（2003年2月）で、イラク戦争における運用兵力の規模を巡って「イラクの戦後処理には「数十万人」の米軍部隊が必要」との見解を述べ、少数精鋭論を唱えたラムズフェルド国防長官らと対立する。このためシンセキはラムズフェルドにより退任・退役に追い込まれた。この退任を巡って、アメリカのマスコミの一部には、ラムズフェルドによる人種差別・偏見（アジア系の人物がアメリカ陸軍のトップであることを許さなかったこと）による「解任」であるとの報道も散見された。また、通常であれば大将クラスの高位の軍人については退任・退役式典が催され、その式典に国防長官が出席することが慣例であるが、ラムズフェルド本人はシンセキの退任・退役式典を欠席、さらには国防長官欠席時には代理を務めることが一般的なはずのポール・ウォルフォウィッツ国防副長官（当時）も出席しないなど、最後まで異例の「非礼」とも言える扱いをとった。
政権内では結局ラムズフェルドらの意見が通ったが、イラク戦争は占領後にその計画の不備を露呈し、結果的にシンセキの見解が正しかったことが証明される形となった。2006年11月には、イラクを管轄する中央軍（CENTCOM）の司令官であるジョン・アビゼイド大将が、上院軍事委員会の公聴会で「イラクを確保するためにもっと多くの兵力が必要と言ったシンセキは正しかったか」との上院議員の質問に対し「シンセキ将軍は正しかった」と応じるなど、現場の将官からもシンセキの見解が正しかったことを示す証言が次々となされるようになり、今度はラムズフェルドが更迭されることとなった（2006年12月）。
この一連の出来事について、バラク・オバマは「シンセキ氏は権力に対して真実を述べることを、決して恐れてこなかった」と評価している。
2003年6月11日、任期満了により退役した。

### 退役後
2006年12月8日、非営利団体ゴー・フォー・ブローク全米教育センターは、シンセキを全米広報担当（スポークスパーソン）に任命した。ゴー・フォー・ブローク（"Go for Broke" 当たって砕けろ）とは、日系アメリカ人のみによって編成された独立部隊、第100歩兵大隊のモットーである。教育センターは第442連隊戦闘団をはじめとする第二次世界大戦中に戦死した1万6,126名の日系アメリカ人についての歴史教育を主な活動目的としている。

### 退役軍人長官
2008年12月7日、バラク・オバマ次期大統領は、シカゴでの記者会見で、シンセキを退役軍人長官に指名することを明らかにした。オバマ政権が発足した2009年1月20日に上院の全会一致の承認を受け、翌日に7代目アメリカ合衆国退役軍人長官に就任した。アジア系アメリカ人初の退役軍人長官、日系アメリカ人では2人目の閣僚となった。
2013年11月、CNNが2箇所の退役軍人病院を取材した時、診療の遅れの問題があることが発覚した。その後の調査で2014年4月には退役軍人病院で、約40人の退役軍人が診察待ちの間に死亡した事案が発覚した。数カ月から1年以上放置されていた患者もおり、病院はこの診察の遅れが記録に残らないように裏名簿を作るなど、書類を改竄した疑いもある。オバマ大統領は事態の徹底解明をシンセキ退役軍人長官に指示した。
2014年5月16日には保健担当の次官が辞任した。5月28日には待ち時間を短くみせるための隠蔽工作が行われていたとする暫定報告が発表され、共和党だけで無く、与党の民主党からもシンセキの辞任を求める声が上がった。調査では不祥事が数カ所の医療機関にとどまらず、広範に及んでいたことが明らかになっており、5月30日にはシンセキは辞任し、オバマ大統領はシンセキの軍人や退役軍人省長官としての職務を評価しつつ、辞任を受け入れた。
このような不祥事が起こったのは、増大する退役軍人の医療費を抑制するため、診察待ち時間を減らした施設の幹部にボーナスを与えるようにしたところ、偽の待機者名簿を提出する病院が続出した事による。
この問題はオバマ政権への打撃になると考えられている。